# Helena Lubomirska
 (février 2021).
Si vous disposez d'ouvrages ou d'articles de référence ou si vous connaissez des sites web de qualité traitant du thème abordé ici, merci de compléter l'article en donnant les références utiles à sa vérifiabilité et en les liant à la section « Notes et références ».
Helena Lubomirska (6 janvier 1783–14 août 1876), princesse polonaise de la famille Lubomirski

## Biographie
Helena Lubomirska est la fille de Józef Aleksander Lubomirski et de Ludwika Sosnowska (pl).
Peintre, elle crée notamment des portraits et des miniatures. Elle est décorée du Très vénérable ordre de Saint-Jean

## Mariage et descendance
Elle épouse Stanisław Adam Mniszek. Ils ont pour enfants:
- Felicja Mniszek (1810-1855)
- Adam Mniszek (vers 1820-1844)
- Ludgarda Mniszek (1823-1911)

## Sources
- (pl) Cet article est partiellement ou en totalité issu de l’article de Wikipédia en polonais intitulé « Helena Lubomirska » (voir la liste des auteurs).